# Неофит Струмишки
 Тази статия е за самоковския митрополит от XIX век.  За този от XVIII век вижте Неофит Самоковски.  
Неофит (на гръцки: Νεόφυτος, Неофитос) е гръцки духовник, митрополит на Цариградската патриаршия.

## Биография
Роден е в 1807 година в Румелифенери. Ръкоположен е за дякон от митрополит Григорий Пелагонийски (1825-1833). Когато Григорий става серски митрополит в 1833 година, Нефит го последва като дякон в Серската епархия. След възкачването на Григорий на вселенския престол в Цариград, Неофит става втори патриаршески дякон.
От 2 ноември 1836 до 10 януари 1853 година е митрополит на Имброската епархия. До 13 май 1861 година заема струмишката митрополитска катедра. На 13 май 1861 година е избран за самоковски митрополит. Неофит така и не заминава за епархията си и умира във Фенер, Цариград, след кратко боледуване на 11 декември 1861 година.